# Colin Anderson
Colin Anderson (Newcastle upon Tyne, 26 aprile 1962) è un ex calciatore inglese, nel ruolo di difensore e centrocampista sinistro.

## Caratteristiche tecniche
È stato un difensore centrale.

## Carriera
Ha vestito le maglie di Burnley, North Shields,  Torquay United, West Bromwich Albion, con cui disputò un campionato di Premier League nella stagione 85-86,  Walsall, Hereford United, Exeter City, Teignmouth e Dawlish Town, con cui chiuse la carriera nel novembre 1997.